# Сергеев, Михаил Михайлович
Сергеев Михаил Михайлович (3 декабря 1891, Сретенское (Кировская область), Пижанский район — 1974, Москва) — русский военно-морской офицер, русский и советский военный лётчик, участник Первой мировой, Гражданской и Великой Отечественной войны. Первым в истории совершил абордаж неприятельского корабля на гидросамолёте. Кавалер царских и советских боевых наград, в том числе — Георгиевского оружия и ордена Красной Звезды. Инженер, исследователь Арктики, преподаватель ВВА, МАИ, МВТУ.

## Биография
Родился 3 декабря 1891 года в селе Сретенское Котельничского уезда Вятской губернии в семье потомственных священников. Первым из далёких предков Сергеева, посвятивших свою жизнь служению Богу, был отец Михаил, несший службу в Троице-Сергеевой лавре ещё во времена царствования Алексея Михайловича. Отец Михаила Сергеева — Михаил Григорьевич — настоятель местного храма.

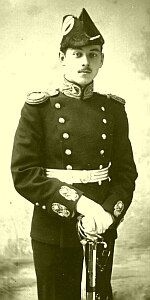
Мичман Сергеев М. М. в 1913 году

В 1913 году М. М. Сергеев окончил Морской корпус. Как один из лучших курсантов выпуска (13-й по списку) имел право выбора места для прохождения службы. Оказался на Черноморском флоте командиром артиллерийской батареи на брандвахтенном судне броненосце «Синоп» на охране Севастопольской бухты. В этой должности мичман Сергеев встретил Первую мировую войну.
Ещё в 1910 году во время учёбы в Морском корпусе Михаил Сергеев побывал на Всероссийском празднике воздухоплавания в Петербурге, а в 1912 году совершил свой первый полёт на учебном моноплане «Моран» в качестве пассажира. Проходя рутинную службу на брандвахтенном корабле, мичман Сергеев подавал рапорт о переводе его в авиацию. Прошение было удовлетворено и Сергеев стал курсантом Петроградской школы морской авиации, расположенной на Гутуевском острове. Прошел подготовку на теоретические курсах авиации при Петроградском политехническом институте (класс гидроавиации) (ЦГИА СПб, ф. 478, Оп. 7, Д. 5, Л. 106). Обучение полётам проходил на гидросамолёте «М-2» конструкции Григоровича. В конце 1916 года уже лейтенант Сергеев в звании морского лётчика вернулся на Черноморский флот.
Участвовал в налётах на Босфор, Констанцу, Варну. 12 марта 1917 года, выполняя приказ по разведке и бомбардировке гидронасосной станции в районе города Даркос, снабжавшей Константинополь питьевой водой, гидросамолёт М-9 под управлением лётчика Михаила Сергеева и наблюдателя унтер-офицера Феликса Тура попал под сильный заградительный огонь противника. У самолёта был пробит бензобак. Сергееву удалось спланировать и приводнить повреждённую машину. Это произошло вне зоны видимости русских кораблей. Предвкушая награды за взятие в плен русских лётчиков, к беспомощному, казалось бы, самолёту приблизилась турецкая военная шхуна. Сжигая остатки бензина и открыв огонь из бортового пулемёта, русским авиаторам Сергееву и Туру удалось совершить первый в мировой истории абордаж неприятельского судна гидросамолётом. В панике турецкие моряки спустили на воду шлюпку и пустились в бегство. Сергеев и Тур подняли на борт трофейной шхуны пулемёт, компас, и всё оборудование, которое можно было спасти, затопили самолёт и, подняв паруса, направились в сторону русского берега (сказались навыки, полученные Сергеевым ещё в Морском корпусе). Пять суток продолжался этот сложнейший переход (без продовольствия и практически без пресной воды), пока в видимости Джарылгачской косы они не были замечены и подняты на борт русского миноносца. За беспримерный подвиг унтер-офицер Феликс Тур был представлен к георгиевскому кресту 4-й степени, а лейтенант Михаил Сергеев к Георгиевскому оружию. Награду пилоту вручил лично командующий Черноморским флотом адмирал А. В. Колчак.
5 мая 1917 года во время налёта на Констанцу гидроплан Сергеева был атакован тремя вражескими самолётами Один из них Сергееву удалось сбить, но сам он был ранен и попал в плен. Вернуться на Родину Сергееву удалось только в декабре 1918 года. Безоговорочно принял Советскую власть и добровольно вступил в РККА. В мае 1919 года назначен командиром 3-й Армии на Восточном фронте. Воевал против армий своего бывшего командира адмирала Колчака. В дальнейшем М. М. Сергеев был переведён на Юго-Западный и Южный фронт, где служил заместителем командира Воздушного флота Южного фронта под началом командующего фронтом М. В. Фрунзе. После окончания Гражданской войны Сергеев — первый командир авиации Чёрного и Азовского морей, начальник Севастопольской авиационной школы. С 1925 по 1927 годы — заместитель начальника Военно-Воздушных Сил РККА. С 1927 по 1933 год работал преподавателем в ВВС и МАИ. В 1933 году отправлен в «долгосрочный отпуск» в звании Комдива.
С 1935 по 1938 год под руководством О. Ю. Шмидта работал в Управлении полярной авиацией Главсевморпути. Занимался топографической и рекогносцировочной съёмкой островов Северного Ледовитого океана. Один из обследованных им островов получил название — остров Сергеева. С 1935 по 1938 год Михаил Сергеев работал в Наркомтяжстрое в группе Л. В. Курчевского на заводе № 38 в Подмосковных Подлипках. В 1938—1941 год работал преподавателем в МВТУ.
С начала Великой Отечественной войны вернулся в ВМФ, назначен в Сталинград. Служил в должности инспектора артиллерии Волжской военной флотилии. Участник Сталинградской битвы. Рядом с ним воевали жена Наталья Николаевна — медсестра одного из фронтовых госпитале и сын Константин. Все они награждены медалью «За оборону Сталинграда». Победу Михаил Михайлович Сергеев встретил подполковником, кавалером ордена Красной Звезды. С 1948 года в отставке. До выхода на пенсию в 1963 году — преподаватель МВТУ.
Умер М. М. Сергеев в 1974 году в возрасте 83-х лет. Похоронен на Ваганьковском кладбище.

## Награды
- Орден Святого Станислава с мечами и бантом (06.07.1915)
- Орден Святой Анны 4-й степени с надписью «За храбрость» (15.02.1916)
- Георгиевское оружие (1917)
- Орден Красной Звезды (28 октября 1967)
- Медаль «За оборону Сталинграда» (1943)
- Медаль "За трудовое отличие»
- Юбилейная медаль "За доблестный труд" в ознаменование 100-летия со дня рождения В. И. Ленина. (1970)
- Медаль "За победу над Германией" (1945)
- Медаль "За победу над Японией" (1945)

- Медаль "XX лет победы в ВОВ 1941-1945 гг." (1965)
- Медаль "50 лет вооруженных Сил СССР" (1967)
- Медаль "В память 800-летия Москвы" (1947)

## Семья
- жена — Наталья Николаевна (1910—1983), по специальности химик, участница Великой Отечественной войны.
- сын - Константин, военный моряк, Сергеев, капитана-инженер 1 ранга
- дочь - Ирина, военный лётчик, участница Великой Отечественной войны